# Saison 6 de Secret Story
 (juin 2025).
Pour un article plus général, voir Secret Story.
La sixième saison de Secret Story, est une émission française de téléréalité, diffusée sur TF1 du 25 mai 2012 au 7 septembre 2012.

## Principe
Le principe est similaire à celui de l'émission de téléréalité Loft Story,. Les candidats sont enfermés dans une maison appelée « la maison des secrets » pendant . Des caméras sont installées dans toutes les pièces de la maison hormis les toilettes. Ils possèdent tous une cagnotte personnelle et un secret qu'ils doivent garder à tout prix. Le but du jeu étant de trouver le secret des autres candidats. Une « Voix » accompagne les participants avec des missions en mettant de l'argent en jeu ou des sanctions. Chaque semaine, les téléspectateurs votent afin d'éliminer un candidat. Le grand gagnant empoche la somme de 150 000 euros.

## Candidats
| Candidats        | Secret                                                                              |
| ---------------- | ----------------------------------------------------------------------------------- |
| Nadège           | Nous sommes faux frères et sœurs Secret partagé avec Thomas                         |
| Julien           | Je suis le code d'accès du Secret de la maison                                      |
| Yoann            | Notre ex est dans la maison Secret partagé avec Alexandre                           |
| Audrey           | Nous sommes les habitants de la « Secret Box » Secret partagé avec Midou et Émilie  |
| Sacha            | J'ai eu mon bac à 14 ans                                                            |
| Thomas Vergara   | Nous sommes faux frères et sœurs Secret partagé avec Nadège                         |
| Virginie         | Je vis avec mon mec et son ex Secret partagé avec Kévin et Caroline                 |
| Fanny            | J'ai plus de 100 tatouages sur le corps                                             |
| Capucine Anav    | Mes ex sont dans la maison Secret partagé avec Alexandre et Yoann[réf. nécessaire]  |
| Kévin            | Je vis avec mon ex et ma femme Secret partagé avec Caroline et Virginie             |
| Émilie           | Nous sommes les habitants de la « Secret Box » Secret partagé avec Midou et Audrey  |
| Ginie / Virginie | Je suis née avec 12 doigts                                                          |
| Midou            | Nous sommes les habitants de la « Secret Box » Secret partagé avec Audrey et Émilie |
| Caroline         | Je vis avec mon ex et sa femme Secret partagé avec Kévin et Virginie                |
| Alexandre        | Notre ex est dans la maison Secret partagé avec Yoann                               |
| David            | Mon visage a été entièrement reconstruit                                            |
| Sergueï          | J'ai été échangé à la naissance                                                     |
| Mathieu          | J'ai survécu à un crash aérien                                                      |
| Isabella         | Je suis descendante de samouraï                                                     |
| Marie Sebag      | Je suis grand maître international d'échecs                                         |